# Wieboldt's
Wieboldt Stores, Inc., ook bekend als Wieboldt's, was tussen 1883 en 1987 een warenhuisketen in Chicago. Het werd in 1883 opgericht door winkelier William A. Wieboldt. De belangrijkste locatie was de winkel aan North State Street 1 in Chicago.

## Geschiedenis
Wieboldt's had zijn vlaggenschipwinkel aan State Street en Madison Street in het centrum van Chicago. In 1961 nam Wieboldt's de failliete winkel van Mandel Brothers aan State Street over, evenals een kleiner filiaal in het winkelcentrum Lincoln Village. In de jaren 1970 exploiteerde Wieboldt's meer dan 15 winkels in de agglomeratie Chicago. 
Wieboldt vierde in april 1983 zijn 100-jarig jubileum. In een advertentie in de Chicago Sun-Times stond: "Bouwen voor een nieuwe toekomst". "Een belangrijk onderdeel van Chicago's verleden, we kijken met vertrouwen en enthousiasme naar de toekomst. De droom van gisteren is de belofte van morgen. Chicago, Wieboldt's. Morgen begint vandaag." 
In de jaren 1980 had de keten moeite om winstgevend te blijven, wat in 1987 leidde tot een faillissement. De keten herstelde nooit meer en alle winkels werden gesloten.

## Winkels
Winkels gesloten in maart 1987: 
- Jefferson Square Mall, Joliet
- Lakeview (North Lincoln Avenue 3239, nabij Belmont)
- Lincoln Mall, Matteson, Illinois
- Lincoln Village, Chicago
- Orland Park Place
- River Forest, nabij de Oak Park Mall
- Stratford Square Mall, Bloomingdale, Illinois
- Yorktown Mall, Lombard, Illinois

Vier winkels bleven langer open:
- North State Street 1 bij Madison Street in Downtown Chicago's Loop - voormalige winkel van Mandel Brothers. 9 verdiepingen, in 1985 teruggebracht tot 5 verdiepingen. Gesloten op 18 juli 1987;
- Ford City Mall, West Lawn, Chicago - gesloten vóór of in november 1987 - werd Carson Pirie Scott;
- Randhurst Village in Mt. Prospect, Illinois - gesloten  in december 1987, 19.400 m², werd Bergner's;
- Harlem Irving Plaza in Norridge, 3 verdiepingen

Andere winkels in Chicago:
- Op de hoek van Ashland Avenue en Madison Street, Chicago
- Milwaukee Avenue 1279, nabij Paulina Street, Wicker Park, Chicago;
- Op de hoek 63rd Street en Halsted Street;
- Evanston, Illinois (Church and Oak);
- Meadowdale Shoppoing Center, Carpentersville, Illinois
- Waukegan (Lakehurst Mall);
- Oak Park, Illinois (Lake and Harlem).

## Promotie
Wieboldt's stond erom bekend dat ze bij aankopen S&H Green Stamps gaven. In hun winkels waren inwisselpunten te vinden. De locatie aan State Street beschikte over een bijzonder groot inwisselcentrum. Klanten kozen artikelen op basis van het aantal ingewisseld stempels. In de jaren 1940 en 1950, en daarna opnieuw halverwege de jaren 1980, sponsorden ze een programma met The Cinnamon Bear: verhalen over hoe Cinnamon Bear zijn jonge vrienden meeneemt op een reis om misschien wel op zoek te gaan naar de Silver Star. In de jaren 1950 kon je in de winkels een uitvoering in de vorm van een knuffelbeer kopen voor $ 2,98. De Kerstman gaf gratis kaneelbeersnoepjes aan kinderen die de Kerstman bezochten. Het programma werd voor het eerst geproduceerd door Glen Heisch en Elizabeth Heisch in 1937 in Hollywood en uitgezonden door het hele land. Wieboldt had begin jaren zestig een aantal memorabele radioreclames tijdens wedstrijden van de Chicago Cubs, met als presentatoren Jack Quinlan en Lou Boudreau. Een aantal van hen zijn te horen bij Wieboldt's Commercials Quinlan & Boudreau.

### Slogans
- "Where You Buy With Confidence" ("Waar u met vertrouwen koopt")
- "The Values Speak For Themselves" ("De waarden spreken voor zich")